# Слеувейк
Слеувейк (нід. Sleeuwijk) — село в нідерландській провінції Північний Брабант. Входить до муніципалітету Алтена.
Його площа становить 9,71 км², а населення станом на 2021 рік складало 5 865 осіб.
Перша згадка про населений пункт датується 1268 роком.

## Галерея

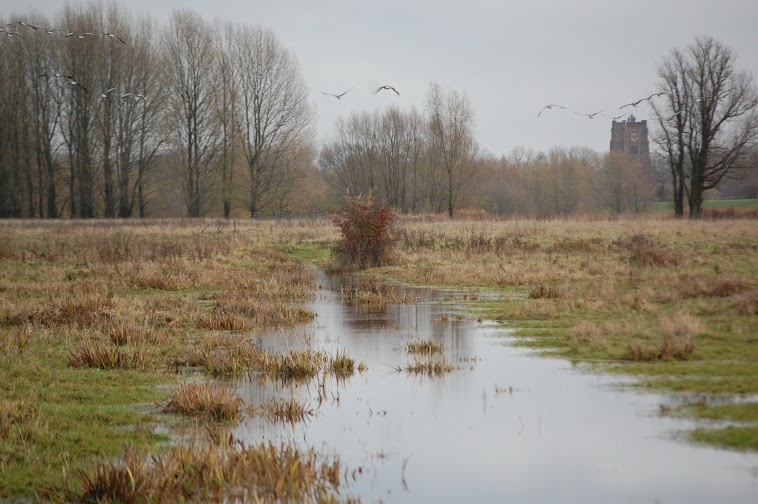
Околиці села
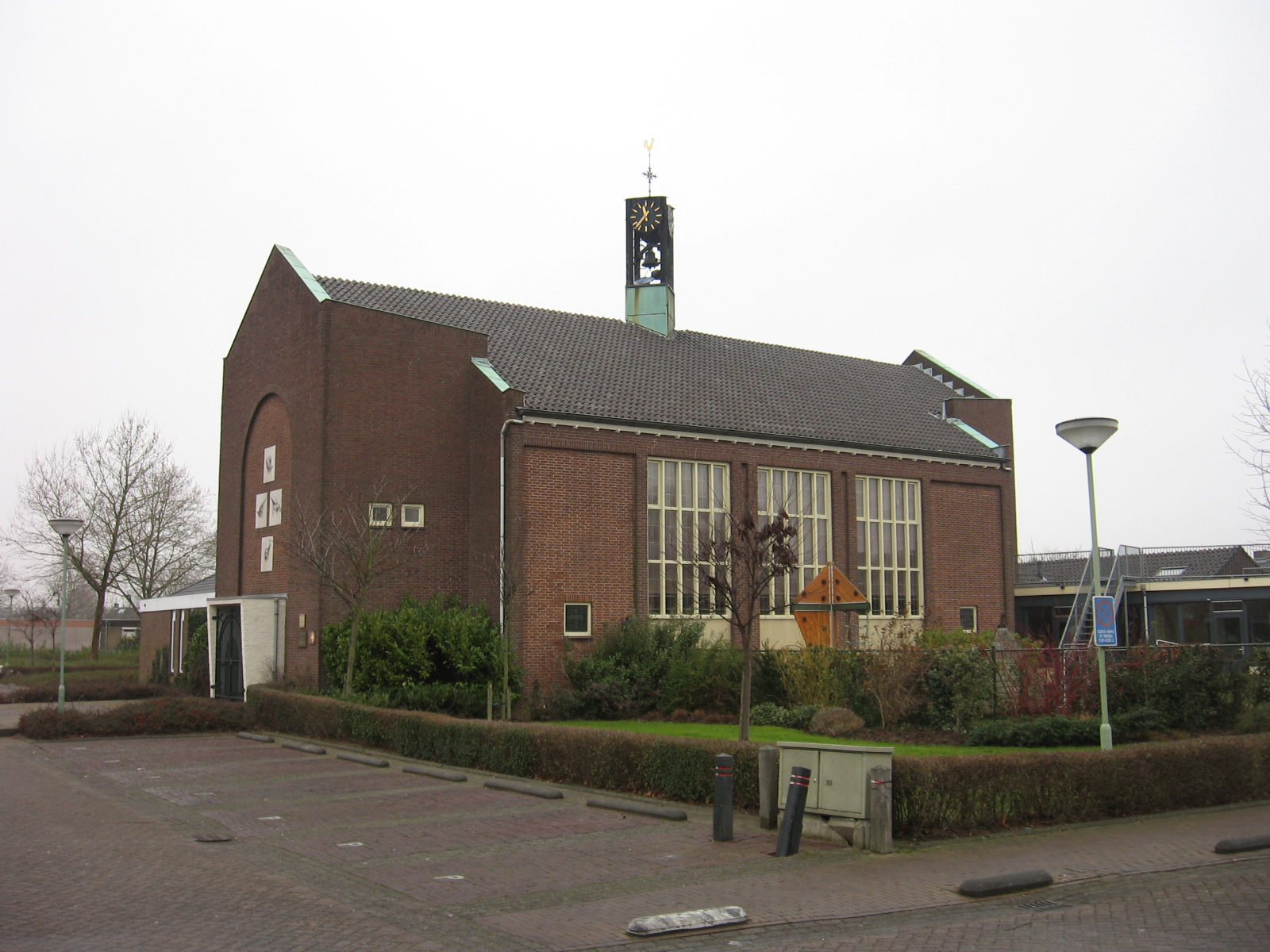
Церква у Слеувейку
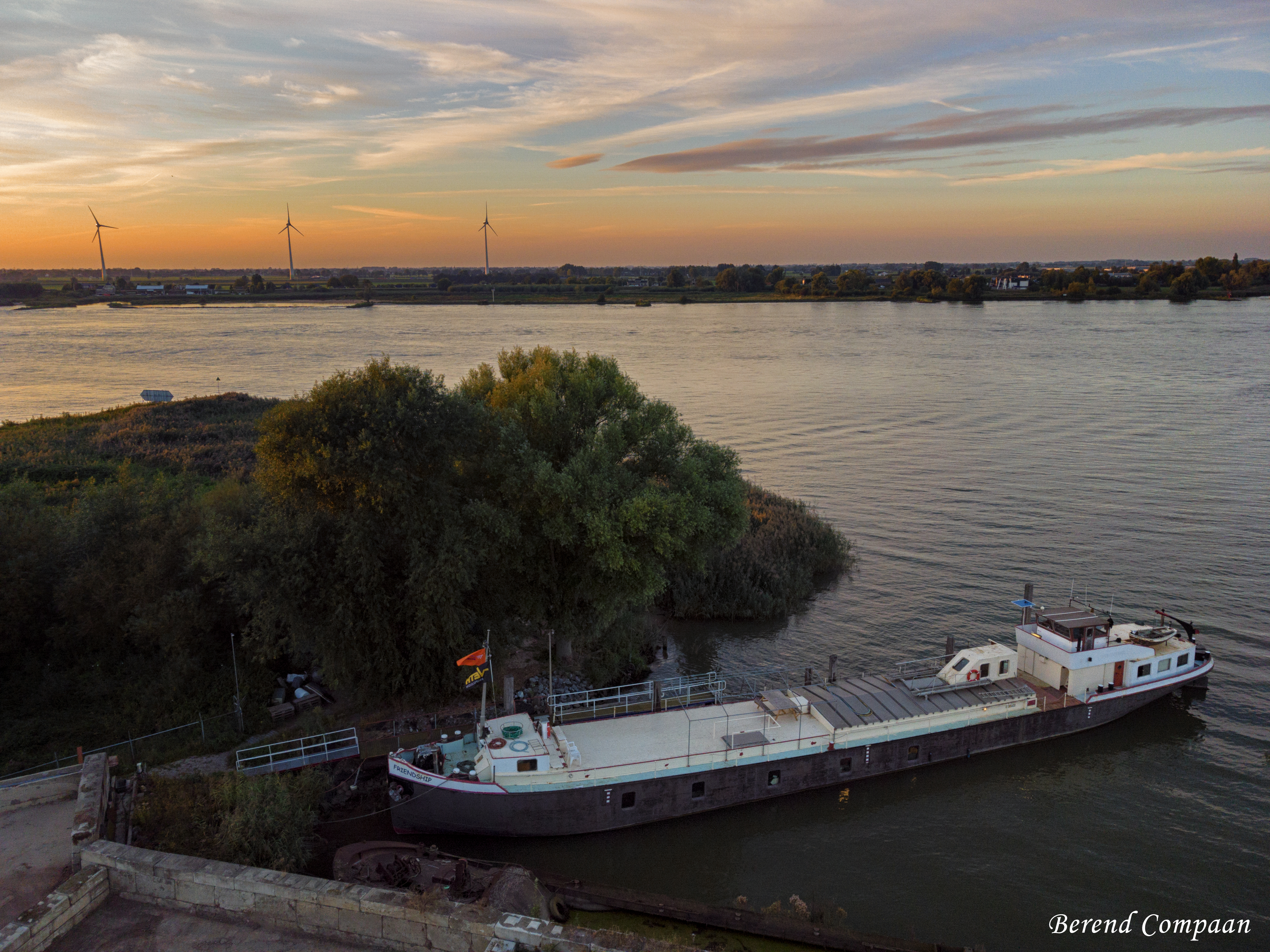
Вид на річку
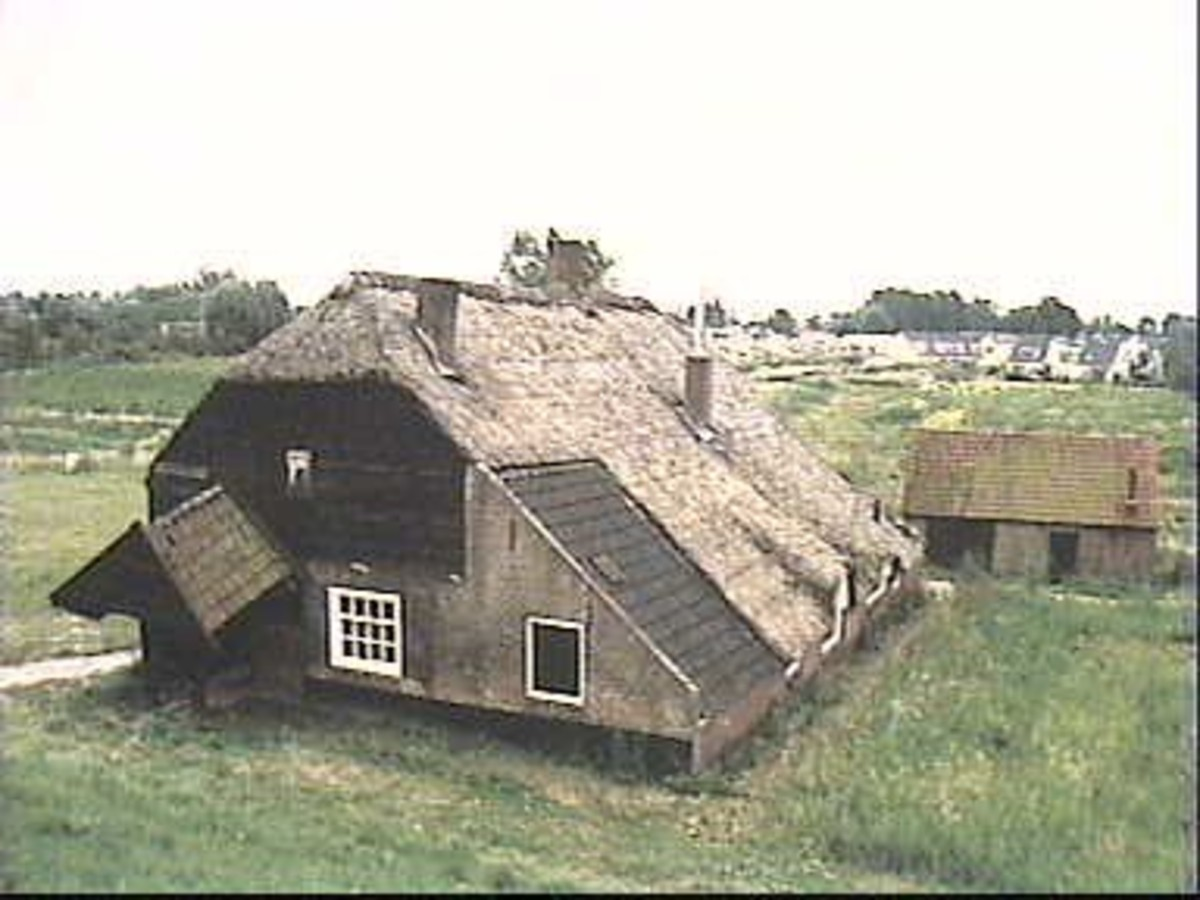
Ферма у Слеувейку